# G4C

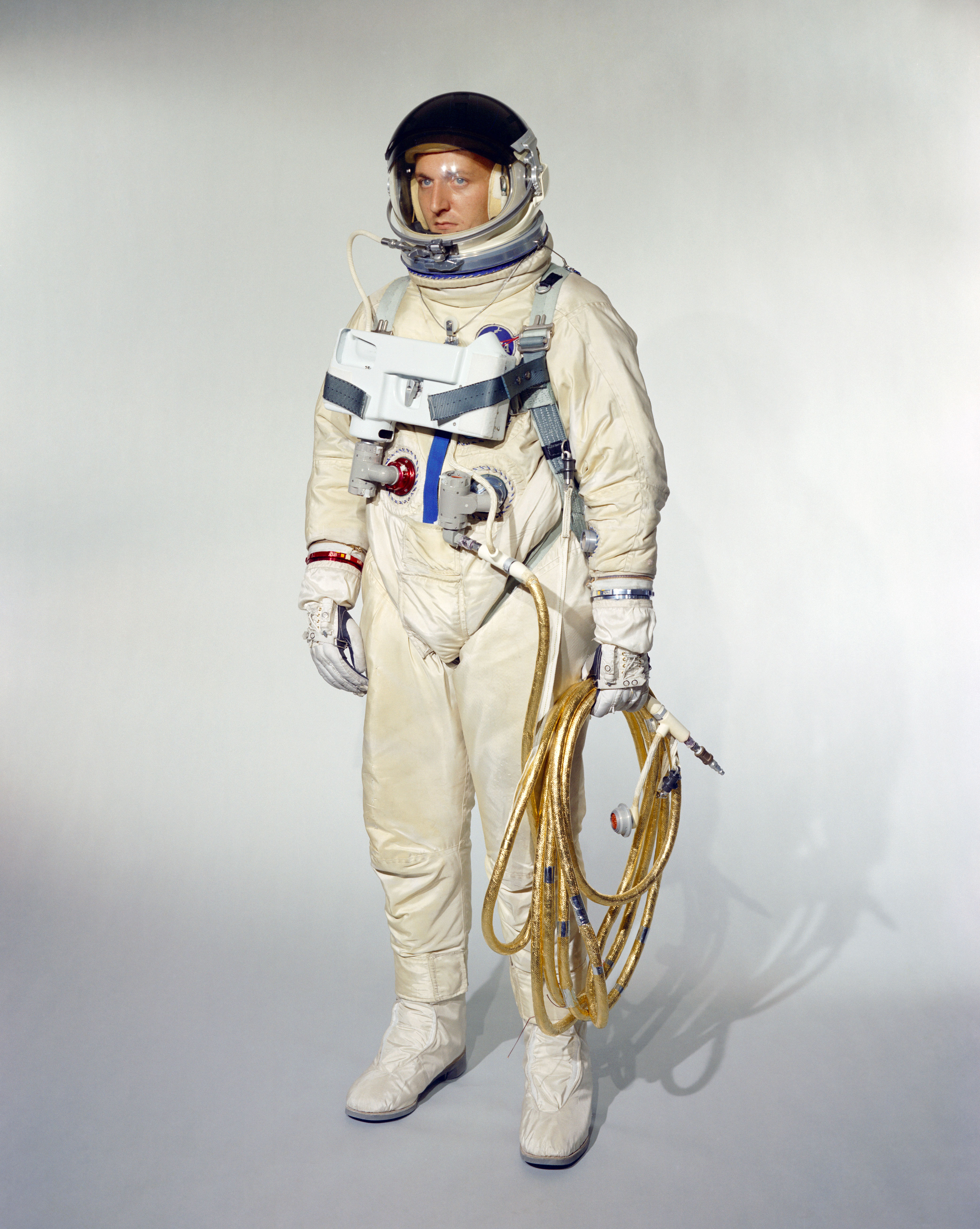
Traje G4C para misiones Gemini, con módulo pectoral de control de ventilación y línea umbilical recubierta de oro.

G4C fue uno de los tipos de traje espacial fabricado por la empresa David Clark para las misiones del programa Gemini. Fue el sucesor del traje G3C y precedente del traje G5C. Era prácticamente idéntico al G3C, pero con diferencias tales como el añadido de capas aislantes de mylar para el control térmico (soportando desde 120 °C a -156 °C), lo que le permitía ser usado en actividades extravehiculares, siendo el traje utilizado durante la primera caminata espacial estadounidense, realizada por el astronauta Ed White durante la misión Gemini 4. Fue usado en el resto de misiones Gemini excepto durante la misión Gemini 7.
El traje consistía en seis capas de nylon (la más interna conteniendo una vejiga de nylon vulcanizada) y nomex, con una capa de retención y una capa externa de nomex blanco, además de capas aislantes de mylar. Usaba un par de botas también hechas de nomex y un casco de presión completa (dentro del cual se disponían los auriculares y los micrófonos).
Durante el tiempo que fue usado se le hicieron pequeñas modificaciones, como el uso de una capa externa de Chromel-R durante la misión Gemini 9 en el traje usado por Gene Cernan para protegerlo de los gases de escape de la unidad de maniobra extravehicular AMU (Astronaut Maneuvering Unit) que utilizó durante su caminata espacial, y el reemplazo del visor de plexiglás del casco por uno de policarbonato.